# پوهه‌یوکی
پُوهَه‌یوکی (به فنلاندی: Pyhäjoki) یک منطقهٔ مسکونی در فنلاند است که در اوستروبوتنیای شمالی واقع شده‌است.